# 咸陽郡 (陝西省)
咸陽郡（かんよう-ぐん）は中華人民共和国陝西省にかつて設置された郡。現在の咸陽市一帯に相当する。
五胡十六国時代、前秦により京兆郡より分割設置された。583年（開皇3年）、隋朝により廃止された。

## 下部行政区
- 涇陽県
- 寧夷県
- 石安県